# Costat de l'Epístola i costat de l'Evangeli
En una església, el costat de l'Epístola és el costat dret des del punt de vista dels fidels, mirant cap a l'altar, i el costat de l'Evangeli n'és el costat esquerre. Els noms responen als costats del presbiteri des dels quals es llegeix respectivament l'Epístola i l'Evangeli durant la missa.
En les esglésies de tres naus es parla també de les naus laterals com la nau de l'Epístola i la nau de l'Evangeli, segons el costat.

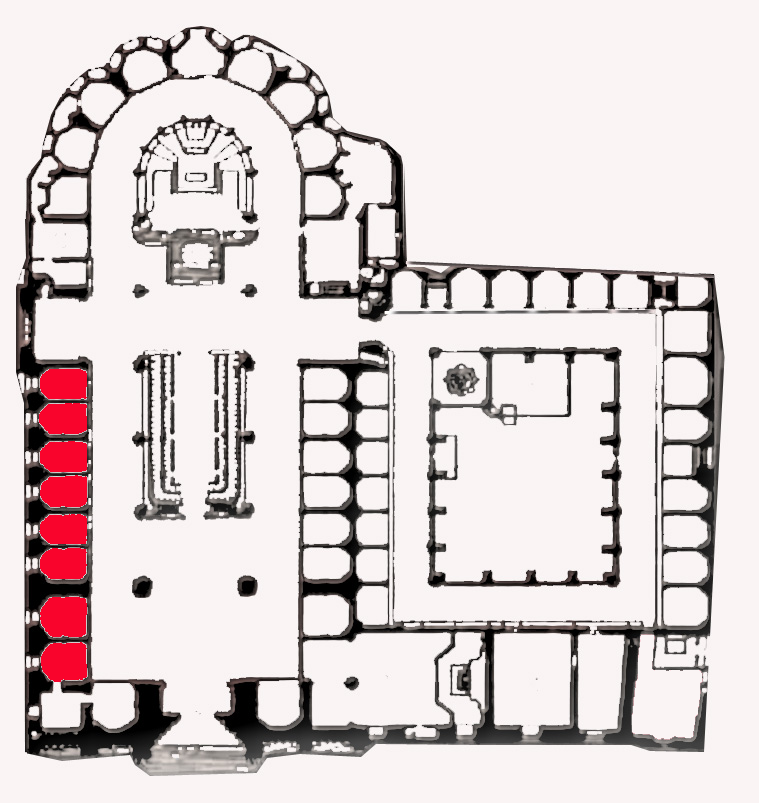
Capelles del costat de l'Evangeli a la catedral de Barcelona
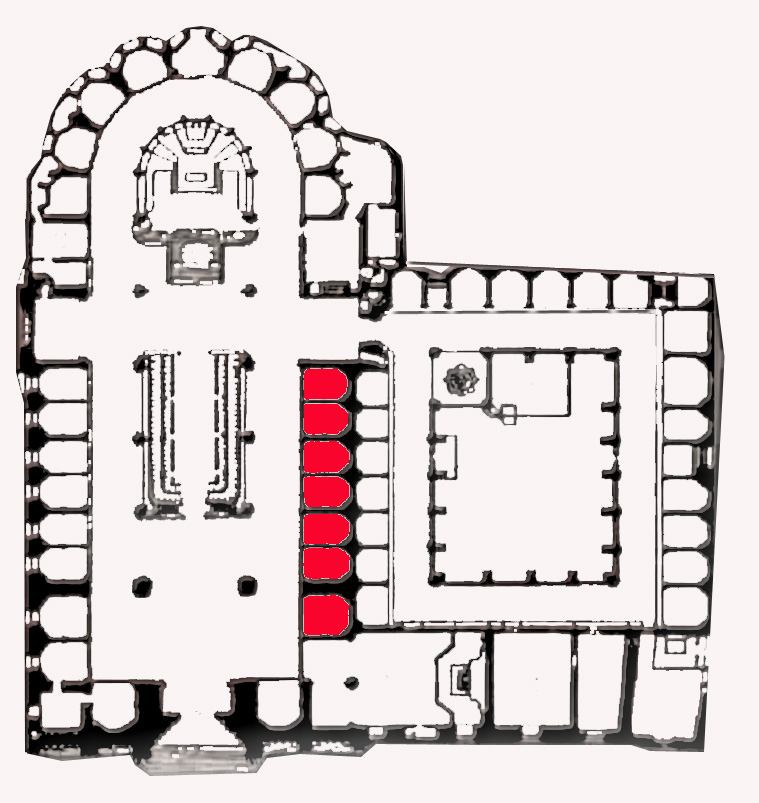
Capelles del costat de l'Epístola